# جنيه جنوب سوداني
جنيه جنوب السودان (ISO 4217 الرمز البريدي: SSP) هو العملة الرسمية لدولة جنوب السودان تمت الموافقة عليه من قبل المجلس التشريعي لجنوب السودان قبل الانفصال في 9 يوليو 2011 عن السودان. ثم استخدم في 18 يوليو 2011، واستبدل الجنيه السوداني. وهي مقسمة إلى 100 قرش.
في 8 أكتوبر 2020، بسبب الانخفاض السريع في قيمة الجنيه السوداني مقابل الدولار الأمريكي، أعلن جنوب السودان أنه سيغير عملته قريبًا.

## الأوراق النقدية
تظهر الأوراق النقدية صورة جون قرنق ، الزعيم الراحل الحركة الشعبية لتحرير السودان. أُصدرت ثلاث عملات ورقية بفئات 5 و10 و25 قرش في 19 أكتوبر 2011. ثم صدرت عملات معدنية من فئات 10 و 20 و 50 قرشا في 9 يوليو 2015، بمناسبة الذكرى الرابعة للاستقلال عن السودان.
وفي عام 2016، أصدر بنك جنوب السودان ورقة نقدية بقيمة 20 جنيهًا لجنوب السودان لتحل محل ورقة النقدية 25 جنيه. وفي نوفمبر 2016، أصدر محافظ بنك جنوب السودان بيانًا نفى فيه أن البنك كان يطبع أوراق نقدية جديدة من فئات 200 و 500 و1000 جنيه.
وكجزء من إعادة تصميم العملة استبدل الجنيه والجنيهان بعملات معدنية. وأعيد تصميم فئات 10 و20 و100 جنيه. في عام 2018، اصدر بنك جنوب السودان ورقة نقدية بقيمة 500 جنيه سوداني لتسهيل المعاملات النقدية اليومية بسبب التضخم.
| العملات الورقية | العملات الورقية | العملات الورقية | العملات الورقية          | العملات الورقية |
| الصورة          | القيمة          | الوجه           | العكس                    | تاريخ الإصدار   |
| --------------- | --------------- | --------------- | ------------------------ | --------------- |
|                 | 5 سنت           | جون قرنق        | نعامة                    | 2011            |
|                 | 10 سنت          | جون قرنق        | كود                      | 2011            |
|                 | 25 سنت          | جون قرنق        | نهر النيل                | 2011            |
|                 | جنيه واحد       | جون قرنق        | زرافات                   | 2015            |
|                 | 5 جنيهات        | جون قرنق        | ماشية سانغا [الإنجليزية] | 2015            |
|                 | 10 جنيهات       | جون قرنق        | الجاموس، أناناس          | 2015            |
|                 | 20 جنيه         | جون قرنق        | جهاز حفر، مها            | 2015            |
|                 | 50 جنيه         | جون قرنق        | فيلة                     | 2015            |
|                 | 100 جنيه        | جون قرنق        | أسد؛ شلال                | 2015            |
|                 | 500 جنيه        | جون قرنق        | نهر النيل                | 2015            |
|                 | 1,000 جنيه      | جون قرنق        | نعام                     | 2015            |

## العملات المعدنية
طرحت العملات المعدنية من فئة 10 و20 و50 قرشًا للتداول في 9 يوليو 2015. واعتبارًا من عام 2016، تُسك عملات جنوب السودان في دار سك العملة في جنوب أفريقيا. وفي عام 2016 طرحت عملات معدنية ثنائية المعدن من فئة جنيه وجنيهان للتداول.
| القيمة  | المعدن                                                   | الوصف                             | الوصف                       |
| القيمة  | المعدن                                                   | الوجه                             | العكس                       |
| ------- | -------------------------------------------------------- | --------------------------------- | --------------------------- |
| 10 قروش | فولاذ مطلي بالنحاس                                       | منصة نفط، القيمة                  | شعار جنوب السودان، سنة السك |
| 20 قرش  | فولاذ مطلي بالبرونز                                      | أبو مركوب، القيمة                 | شعار جنوب السودان، سنة السك |
| 50 قرش  | فولاذ مطلي بالنيكل                                       | وحيد القرن الأبيض الشمالي، القيمة | شعار جنوب السودان، سنة السك |
| جينه    | فولاذ مطلي بالبرونز في الوسط وحلقة فولاذية مطلية بالنيكل | زرافة نوبية، القيمة               | شعار جنوب السودان، سنة السك |
| جنيهان  | مركز فولاذي مطلي بالنيكل وحلقة فولاذية مطلية بالنيكل     | درع، القيمة                       | شعار جنوب السودان، سنة السك |